# Matt Mahurin
Matt Mahurin, né à Santa Cruz, Californie, le 31 janvier 1959, est un illustrateur, photographe et réalisateur.
Les illustrations de Matt Mahurin apparaissent dans les magazines Time, Newsweek, Mother Jones, Rolling Stone, Esquire, Forbes et le quotidien The New York Times.
Matt Mahurin traite en photographie de sujets tels que les sans-abris, les sidéens, le système carcéral au Texas, les cliniques d'avortement, le Nicaragua, Haïti et Belfast. Son travail comme réalisateur de clips musicaux depuis 1986 l'a amené à collaborer avec Muse, U2, Queensrÿche, Metallica, Dreams So Real, Jaye Muller (J.), Tracy Chapman, Alice In Chains et d'autres musiciens.
Les photographies de Matt Mahurin, notamment Clemmons Prison, Texas (1985), Texas Prison (1988), Woman's Face in Darkness (1989) and Paris (1984), sont exposées dans la collection permanente du Metropolitan Museum of Art.
Matt Mahurin est connu pour ses autoportraits et pour les mises en scène de sa propre image dans son travail commercial de photographies d'illustration. Citons comme exemple la couverture du magazine Time du 29 novembre 1993 où il se représente en Sigmund Freud), la couverture du magazine Time du 14 mars 1994 avec lui-même représenté en homme des cavernes et la couverture du magazine Time du 17 mai 2004 où Matt Mahurin se photographie en prisonnier d'Abou Ghraib.
Matt Mahurin est aussi l'auteur de la célèbre couverture du Time représentant O.J. Simpson. Cette couverture est tirée d'une photo d'identité judiciaire modifiée sur laquelle la saturation des couleurs a été diminuée noircissant la peau d'O.J Simpson (peut-être par inadvertance ), brulant les coins et réduisant la taille du numéro d'identification de prisonnier. Cette couverture est apparue dans les kiosques à côté d'une version non-modifiée de la photographie en couverture du magazine Newsweek, ce qui occasionna une controverse autour de la manipulation d'image.

## Awards
Film et video
- Prix Eastman Kodak pour son œuvre - MPVA Music Video Awards (2004)
- Meilleur film indépendant américain - Hamptons International Film Festival, pour Mugshot (1996)
- MTV Video Music Award pour la meilleure vidéo post-modern, Orange Crush by R.E.M. (1989)

Photographies et illustrations photographiques
- Alfred Eisenstaedt Awards for Photography Magazine, prix Couverture de l'année pour le numéro de janvier 1997 du magazine Rolling Stone représentant Marilyn Manson (1998)[6]
- Art Directors Club, Prix du mérite pour le cahier d'illustration publié par The Village Voice, Unsafe: Why Gay Men Are Having Risky Sex (1996)

## Filmographie

### Long métrage
Réalisateur
- Feel (2006)
- I Like Killing Flies (2003)
- Mugshot (1996)

Photographie
- Siesta (1987)

### Court métrage
Réalisateur
- The Reality of Hunger in New York City (2008)
- H2 Uh-Oh (2007)

### Television
Réalisateur
- Imagining America "Tribe" (segment)[7]
- Alive TV "Hammer" (segment)

## Videographie
Réalisateur

- Alice in Chains — "Angry Chair" (1992)
- Alice in Chains — "No Excuses" (1994)
- Better Than Ezra — "Rosealia" (1995)
- Bon Jovi — "Hey God" (1996)
- Blind Melon — "Dear Ol' Dad" (1993)
- Bush — "Everything Zen" (1994)
- Bush — "Little Things" (1995)
- Tracy Chapman — "Fast Car" (1988)
- Cher — "Save Up All Your Tears" (1991)
- Cowboy Junkies — "Sweet Jane" (1991)
- Def Leppard — "Stand Up (Kick Love into Motion)" (1993)
- Def Leppard — "All I Want Is Everything" (1996)
- Jaye Muller (J.) — "Keep The Promise" (1992)
- Melissa Etheridge — "Happy Xmas (War Is Over)" (1994)
- John Fogerty — "Eye of the Zombie" (1986)
- Peter Gabriel — Mercy Street (1986)
- Peter Gabriel — "Red Rain" (1986)
- Peter Gabriel — "Come Talk to Me" (1993)
- Corey Glover — "April Rain" (1998)
- Hole — "Gold Dust Woman" (1996)
- Donna Lewis — "Without Love" (1996)
- Marilyn Manson — "WE ARE CHAOS" (2020)
- Sarah McLachlan — "Building a Mystery" (1997) (uncredited)
- Metallica — "The Unforgiven" (1991)
- Metallica — "King Nothing" (1996)
- Metallica — "The Unforgiven II" (1998)
- Mötley Crüe — "Primal Scream" (1991)
- Mötley Crüe — "Home Sweet Home '91" (1991)
- Peter Murphy — "The Scarlet Thing in You" (1995)
- Muse — "Psycho" (2015)
- New Kids on the Block — "If You Go Away" (1992)
- Our Lady Peace — "Clumsy" (1998)
- Martin Page — "In the House of Stone and Light" (1994)
- Queensrÿche — "Empire" (1990)
- Queensrÿche — "Best I Can" (1990)
- Queensrÿche — "Silent Lucidity" (1990)
- Queensrÿche — "Another Rainy Night (Without You)" (1991)
- R.E.M. — "Orange Crush" (1988)
- Rush — "The Pass" (1989)
- Lou Reed — "What's Good" (1992)
- Lou Reed — "Hookywooky" (1996)
- Scorpions — "Alien Nation" (1993)
- Silversun Pickups — "The Royal We" (2010)
- Skid Row — "My Enemy" (1995)
- Skid Row — "Into Another" (1995)
- Soraya — "De repente (Suddenly)" (1996)
- Soul Asylum — "Misery" (1995)
- Soundgarden — "The Day I Tried to Live" (1994)
- Sting — "Gabriel's Message" (1987)
- The Black Crowes — "She Talks to Angels" (1991)
- Therapy? — "Die Laughing" (1994)
- Tom Waits — "Hold On" (1999)
- Tom Waits — "What's He Building" (1999)
- Tom Waits — "Hell Broke Luce" (2011)
- U2 — "Love Is Blindness" (1993)
- U2 — "Song for Someone" (2014)
- Ugly Kid Joe — "Cat's in the Cradle" (1993)
- Ugly Kid Joe — "Busy Bee" (1993)
- Urge Overkill — "Take a Walk" (1993)
- Paul Westerberg — "Runaway Wind" (1993)

## Photographies
- Tracy Chapman — couverture de l'album Tracy Chapman, 1988
- The Ramones — couverture de l'album Brain Drain, 1989
- Marilyn Manson — couverture du magazine  Rolling Stone, janvier 1997
- Tom Waits — couverture de l'album Mule Variations, 2000
- Tom Waits — couverture de l'album Alice, 2002
- Muse — couverture de l'album Drones, 2015